# Украинская народная хоровая капелла Москвы
Украинская народная хоровая капелла Москвы — российский музыкальный коллектив (капелла), исполняющий народную музыку.
Творческое направление капеллы — популяризация украинской песенно-хоровой культуры в Российской Федерации и за её пределами. В репертуаре, наряду с народными песнями в традиционном изложении, композициями на основе национальных обрядов, особое место занимает украинская духовная музыка.

## История
Коллектив был организован в 1992 году в Москве выпускницей Киевской государственной консерватории им. П. И. Чайковского Викторией Скопенко. В 1994 году Постановлением коллегии Министерства культуры Украины хор был удостоен звания «Народный».

## Руководители
Создатель и бессменный художественный руководитель Капеллы Виктория Скопенко — председатель Региональной общественной организации «Украинцы Москвы», заместитель председателя Объединения украинцев России, заслуженный работник культуры России и Украины.